# Scalmicauda ectomelinos
Scalmicauda ectomelinos är en fjärilsart som beskrevs av Sergius G. Kiriakoff 1962. Scalmicauda ectomelinos ingår i släktet Scalmicauda och familjen tandspinnare. Inga underarter finns listade.